# Calamagrostis tatianae
Calamagrostis tatianae là một loài thực vật có hoa trong họ Hòa thảo. Loài này được Prob. mô tả khoa học đầu tiên năm 2000.